# Amedeo Bassi
Amedeo Bassi (Montespertoli, Florencia, Italia, 29 de julio de 1874-Florencia, 15 de enero de 1949) fue un tenor italiano destacado en la escuela del verismo y llamado el tenor de los estrenos, porque cantó en el estreno varias óperas de la época. 
Perteneció a la generación encabezada por Enrico Caruso y representada por Giovanni Zenatello, Giuseppe Borgatti, Edoardo Garbin, Rinaldo Grassi, Pietro Schiavazzi, Giulio Crimi y Itallo Cristall. Tuvo notable actuación internacional especialmente en Estados Unidos, Argentina, Inglaterra, Chile, España, Rusia y Francia y en todos los teatros italianos de su época.

## Biografía
Estudió con Marchese Corrado Pavesi, debutando en Castelfiorentino en "Ruy Blas" de Filippo Marchetti (1897), seguido por "Rigoletto" y "Lucrezia Borgia" en Florencia.
Entre 1898-1899 cantó en las provincias italianas como Des Grieux en "Manon," "Faust," "Rigoletto", "La Boheme" en Ravenna, Livorno, Bologna, Pisa y Lecce. 
Integró el elenco inaugural del Teatro Colón de Buenos Aires el 25 de mayo de 1908 como Radamés en Aida de Giuseppe Verdi. De larga actuación en ese coliseo sudamericano, entre 1908 y 1912 también estrenó Aurora de Héctor Panizza. Debió bisar el aria principal ante el delirio del público, el primer bis otorgado en la historia del teatro porteño.
Su última temporada porteña fue la legendaria de 1912 donde quince de los diecisiete óperas fueron dirigidas por Arturo Toscanini cantando Aida, Germania y Los hijos del Rey.
En 1913 cantó en París regresando en 1916. También fue requerido por Madrid, Londres, Brasil, Chile y Rusia (en Odessa y San Petersburgo cantó Boheme, Faust, Ernani, Traviata y Un Ballo in Maschera).
Cantó en Estados Unidos, en Boston, fue un gran favorito en Chicago - "Pagliacci", "Tosca", "Lucia" con Luisa Tetrazzini, "Boheme" y "Traviata" (con Nellie Melba), "Madama Butterfly" (con Geraldine Farrar y Antonio Scotti) y el estreno local de "La fanciulla del West"- Milwaukee, Cleveland, Dallas, Los Ángeles, San Francisco, Seattle, Portland, Denver, St. Louis, St. Paul, Philadelphia y Baltimore. Nunca cantó en el Metropolitan Opera pero si en otros teatros de Nueva York.
Entre sus mayores éxitos se contaron "Iris", "Fedora", "Adriana Lecouvreur", "Germania", "Siberia", "Amica", "Chopin", "Tosca", "La Fanciulla del West", y "Andrea Chenier". Cantó El oro del Rhin en La Scala con Eva Turner y Sigfrido dirigido por Panizza, Tristán e Isolda, Parsifal, Salomé, El ocaso de los dioses dirigido por Tullio Serafin y Vittorio Gui.
Se retiró de la escena hacia 1930 pero recién de la plataforma de concierto en 1940 y fue maestro de canto del tenor Ferruccio Tagliavini y jurado en competencias.
Tuvo dos hijos (se le atribuye un tercer hijo nacido de una relación extamatrimonial en Argentina) y era propietario de varias residencias en su ciudad natal.
Su nieto fue el actor Rossano Brazzi que curiosamente filmó escenas de la película Il Rubbamento (El gran robo) en el Teatro Colón en 1968, sesenta años después de que su abuelo lo inaugurara.

## Estrenos mundiales
- 1900, Nov. 17: Genova, Politeama Genovese: "Medio Evo Latino" (Ettore Panizza). Rol: Il Bardo, Il Menestrello, Il Poeta.

- 1901, En. 17: Roma, Teatro Costanzi: "Le Maschere" (Pietro Mascagni). Rol: Florindo.

- 1901, Apr. 13: Roma, Teatro Costanzi: "Lorenza" (Edoardo Mascheroni). Rol: Carmine.

- 1902, Jun. 20: Buenos Aires, Teatro Politeama: "Khrizé" (Arturo Berutti). Rol: Demetrio.

- 1905, Nov. 08: Genova, Politeama Genovese: "Mademoiselle de Belle Isle" (Spyros Samaras). Rol: Chevalier D'Aubigny.

- 1906, Apr. 09: Napoli, Teatro San Carlo: "Tess" (Fréderic D'Erlanger). Rol: Angel Clare.

- 1908, Sep. 05: Buenos Aires, Teatro Colón: "Aurora" (Ettore Panizza). Rol: Mariano.

- 13 de mayo de 1909: Napoli, Teatro San Carlo: "La Cena del Signore" (Paul Hartmann).

- 6 de marzo de 1912: Philadelphia, Academy of Music: "I Dispettosi Amanti" (Attilio Parelli). Rol: Florindo.

## Biografías
- Amedeo Bassi: The Tenor of Opera Prèmieres por Juan Dzazópulos Elgueta.